# Villa Ripa
Villa Ripa è una frazione del comune di Teramo, ubicata nel suo immediato retroterra, a circa 4 chilometri a ovest. 
Il paese sorge a una quota di 376 metri sullo spartiacque della collina tra le valli del Tordino e il fosso Rio Grande. 
 Gli abitanti attualmente residenti sono settecento circa.

## Storia
Fino agli inizi degli Settecento il nome del paese era Ripa–Rattieri: Ripa per la sua posizione geografica, Rattieri dalla famiglia alla quale il paese apparteneva come feudo in epoca medioevale. 
 A partire dal Settecento il nome Ripa–Rattieri viene gradualmente trasformato con il prenome “Villa”, inteso come insediamento rurale. Il termine Rattieri si è invece conservato per il paese di Poggio Rattieri, posto più a monte e anch'esso collegato a questa famiglia per motivi feudali. 
Il primo documento attestante l'esistenza di Villa Ripa è un elenco scritto nel 1178 dal vescovo aprutino Attone, che la cita insieme con altri paesi sotto la sua giurisdizione. Questo primo atto dimostra che il paese è fin da epoche antiche legato alla città di Teramo e alla sua diocesi. Il Capitolo aprutino assegnò per un certo periodo Villa Ripa ad alcune famiglie che esercitarono il diritto dominicale sulle terre circostanti. Successivamente si affianca al potere spirituale della chiesa anche quello temporale di duchi e conti legati da vincoli feudali alle varie case regnanti a Napoli. Appare significativo citare al riguardo un documento del duca Giosia Acquaviva del 1424 che conferma l'incorporazione di Villa Ripa all'università di Teramo, ossia al suo comune. 
Nel 1607 viene consacrata la nuova chiesa parrocchiale, posta al centro del paese e dedicata a Martino di Tours la cui festa patronale ricorre l'11 novembre. 
La precedente chiesa sorgeva probabilmente alla base del colle, ai margini delle Piane del Tordino; a quell'epoca il borgo di Rocciano, sito sull'altro versante della valle, era unito a Villa Ripa in un'unica parrocchia. 
Ulteriori rifacimenti e ampliamenti della chiesa e della sua torre campanaria si sono avuti nel 1755, 1762, 1852, 1968 e, più recentemente, nel 2007. 
Significativi sono anche i resti di manufatti di antiche costruzioni: i resti di un antico ponte sul Tordino sito lungo il tracciato di una via probabilmente romana, costruito dalla locale e potente famiglia Turchi e il vicino mulino di cui rimangono i resti e il cui nome "Mulino di Turchi" comprova che apparteneva alla suddetta famiglia.

## Area archeologica Ponte a Porto
Situata a circa un chilometro in linea d'aria dallo stesso paese di Villa Ripa, e tenente sempre la sinistra idrografica del Fiume Tordino, c'è l'aggregato di case che prende nome Ponte a Porto per via di un passaggio fluviale presente sin dall'epoca romana, e di un presumibile punto di appoggio per barconi che rifornivano di legnami la città di Teramo, anch'esso sin dall'epoca romana. A testimonianza di queste informazioni, sono ancora presenti un cippo miliare romano posto dinanzi alla Chiesa della Madonna di Ponte a Porto e una parte del ponte romano oggi completamente coperto della vegetazione presente lungo il fiume. 
Quest'area presenta delle importanti emergenze storiche-architettoniche, nonché artistiche, che sono da alcuni anni oggetto di studio. 
Importantissima è la chiesa della Madonna di Ponte a Porto,  la cui nascita si fa risalire presumibilmente intorno all'anno 1000, in cui è presente un affresco del Trecento raffigurante un'edicola con la Madonna accudita da San Sebastiano e San Rocco, protettori contro la peste. 
Durante i recenti restauri dell'affresco eseguiti dal dott. Corrado Anelli, sono stati riportati alla luce delle importanti incisioni in spagnolo e francese arcaico, datate con precisione grazie a chi proprio scrisse le epigrafi stesse: trattano delle storie relative all'affresco e alla stessa chiesa della Madonna di Ponte a Porto. Tra queste, una delle principali incisioni, parla del motivo per cui venne edificata la chiesa nel suo corpo che attualmente risulta principale. L'incisione datata è stata scritta proprio da colui che la fece edificare a seguito di una grazia ricevuta da parte della Madonna per averlo salvato dalle acque del Fiume Tordino dopo esservi caduto con il proprio cavallo durante una tempesta.
Altrettanto importanti sono le successive epigrafi scritte da dei pellegrini che frequentavano la chiesa affinché la Madonna donasse loro una grazia di guarigione dalle pestilenze susseguitesi nei secoli dal 1300 al 1900. Generalmente, ciascuna di esse descrive i miracoli ricevuti dalla Madonna durante le pestilenze. Le incisioni sono numerosissime, e molto descrittive. Partono dall'anno 1300 e arrivano a circa il 1700.
Il luogo desta pertanto profondo mistero specie perché nonostante presenti uno sparutissimo numero di case, fino ai primi anni del Novecento è stato luogo di pellegrinaggi importanti specie nei periodi storici di pestilenze sin dal Medioevo.
A conferma dell'interesse storico e archeologico dell'area sono anche i vari ritrovamenti che nel corso degli anni sono stati effettuati nelle zone limitrofe (dal geologo Giorgio Di Bartolomeo), risalenti all'età del ferro e al periodo romano imperiale. In particolar modo sono da segnalare due aree: l'una in prossimità del lago artificiale collocato tra l'abitato di Ponte a Porto e Villa Ripa, in cui durante un sopralluogo vennero rinvenuti attorno al lago strati di carbone in cui erano presenti cocci, nella fattispecie pesi da telaio e fuseruole, datati dall'Università di Chieti VIII-VII sec. a.C.; e l'altra, lungo un pianoro presente su un sentiero posto a poche centinaia di metri dall'abitato di Ponte a Porto, in cui sono presenti numerosi reperti come cocci e coppi, e dove tra l'altro sono state rinvenute varie monetine risalenti al 300 d.C. in quanto raffiguranti l'effigie dell'imperatore romano Massimiano.
Dalle analisi effettuate dal geologo Giorgio Di Bartolomeo, si è evinto che le rocce gessarenitiche affioranti nell'area dove sono presenti i rinvenimenti descritti, sono identiche a quelle con le quali è stato edificato l'Anfiteatro romano della città di Teramo. Inoltre, sempre prossimo a quest'area sono presenti delle paleocave che hanno segnato geomorfologicamente il paesaggio in maniera davvero sensibile.
È pertanto da pensare che il materiale cavato veniva trasportato nel prossimo abitato di Ponte a Porto, distante soltanto 300-400 m. Da qui imbarcato su zatteroni di legno che per via fiume portavano il materiale lapideo direttamente sotto la città di Teramo nella zona S.Giuseppe; quindi, smistato per le varie funzioni, tra cui la più importante delle quali è presumibile l'edificazione dell'anfiteatro romano.
Tutti questi dati fanno pensare che in realtà, i reperti archeologici rinvenuti, fanno parte di un contesto di cavatori del periodo romano imperiale che ha prodotto materiale lapideo sino al 310 d.C., epoca a cui risalgono le varie monetine rinvenute. A questo punto sarebbe interessante capire le ragioni per cui venne meno la produzione e per quale motivo si rinvengono monete di tale periodo in maniera numerosa. Un evento catastrofico? O i primi segni di crisi dell'Impero Romano?

## Altre informazioni
Il nucleo storico dell'abitato è sito, come già accennato in precedenza, nella parte più occidentale del colle, intorno a piccole piazze e slarghi. È caratterizzato da case strette e addossate l'una alle altre, costruite in prevalenza con pietre e con blocchi di arenaria estratti dai vicini corsi d'acqua. 
Non mancano alcuni angoli pittoreschi, creati anche grazie ad armonici interventi che hanno valorizzato vicoli e porticati già esistenti, combinando sapientemente il vecchio tessuto edilizio con il nuovo. 
La parte più nuova del paese è sorta dopo la seconda guerra mondiale, verso est, oltre la torre campanaria. 
Dopo il 1980 Villa Ripa ha avuto una notevole espansione con la costruzione di numerosi nuovi edifici residenziali nella parte del paese verso le piane che confinano con la strada provinciale Ss. 80. In questa zona di espansione sono sorte, oltre alle case di proprietà del comune, anche le Case popolari e le delle Cooperative. Qui sorge anche una scuola pubblica materna, inaugurata nel 1963, fruita anche dai bambini delle frazioni limitrofe.
A seguito del sisma avvenuto il 30 ottobre 2016, la scuola pubblica materna, avendo riportato danni strutturali, viene giudicata inagibile, costringendo i bambini residenti a Villa Ripa e frazioni limitrofe a trasferirsi in istituti del centro città di Teramo, in seguito l'amministrazione comunale della città di Teramo, deciderà di non riaprire la scuola materna, giustificando questa decisione asserendo che il numero di bambini residenti a Villa Ripa e frazioni limitrofe non giustificano le spese di ricostruzionie gestione dell'Istituto.
Nel 2017 un attivista politico residente a Villa Ripa di sesso femminile, in un'intervista ad una emittente televisiva locale dichiarò di essere fortemente amareggiata per la decisione dell'Amministrazione Comunale di Teramo di chiudere definitivamente dell'Istituto e che avrebbe preferito per la Frazione di Villa Ripa un'amministrazione comunale autonoma.

## Cava di carbon fossile
Nel periodo 1832-1833 lo storico Niccola Palma ci riferisce del tentativo posto in essere dal marchese Nunziante per la messa in esercizio di una cava di carbon fossile sulla destra del torrente Rio, fra Cavuccio e Ripa Rattieri (oggi Villa Ripa). Se fosse riuscito, il Palma afferma che sarebbe stato un beneficio per l'economia della zona. Nunziante aveva mandato nel novembre 1832 un impianto di perforazione per cavare dei pozzi artesiani per eseguire sondaggi sul terreno. Furono eseguite due perforazioni, le quali non diedero buon esito, poi il freddo inverno fece sospendere le attività di ricerca. Nel primo scavo furono trovate progressivamente argilla, terra arenosa, e frammenti di tufo, e nel secondo s'incontrò una sorgente di acqua, carica d'idrogeno solforato. 
La Società agraria in precedenza aveva inviato alcuni campioni del carbone al Ministero dell'Interno a Roma nel gennaio 1813. Era stata eseguita un'indagine sul luogo nel 1817 dai professori Chiaverini e Covelli. Quindi vi era stata una seconda venuta del prof. Covelli incaricato dall'Accademia delle Scienze, il quale riportò con sé campioni di carbone e del tufo che lo circondava onde analizzarli con più calma nella capitale. Non si ebbe notizia sull'esito delle indagini condotte su quei campio